# 프랑스 의회
프랑스 의회(프랑스어: Parlement français)는 프랑스의 입법기관으로서 프랑스 정부의 정책을 심의하고 의결하는 기관이다. 양원제를 채택하여 프랑스 상원(프랑스어: Sénat)과 프랑스 하원(프랑스어: Assemblée nationale)으로 나뉜다.

## 기관과 권한
상·하원 두 의결기관의 의회당이 서로 다른 곳에 위치한다. 상원인 세나는 뤽상부르궁에, 하원은 부르봉궁에 위치한다. 또한 각기 서로 다른 내부 규약이 존재한다.
하지만 특별히 프랑스 헌법 개정을 논의할 경우에는 베르사유 궁전으로 함께 모이는 것을 원칙으로 하여 이 때에는 프랑스 연방 의회(Congrès du Parlement français)가 성립된다.
프랑스 의회는 9개월 단위의 분기당 한 번씩 집결하며 특별한 경우에는 대통령이 직접 추가 의회를 열 것을 요구할 수도 있다. 의회 전체의 영향력이 공화정 내부의 권력 구도에 의해 축소될 수도 있지만 하원이 전체 거부권을 가동할 경우 한 정부의 정책 의도가 송두리째 전복될 수도 있다. 따라서 반드시 정부 측의 입법안은 의회 구성원 대다수가 지지하는 대로 이뤄질 가능성이 높으며 그렇게 됨이 흔하다.
정부의 내각은 의회 계획에도 적잖은 영향력을 행사하며 정부는 자연스레 임기 동안의 기대를 의회에 기대어 양측의 의견 조율에 나서게 된다. 입법 예고가 됐을 때 24시간 내 반대 의결권이 행사되지 않고 48시간 안에 도입이 결정되어 72시간 내에 완벽한 의결이 확정 혹은 절차 여부가 확증되면 입법부 측의 동의가 이뤄진 것으로 보는 것이 일반적이다.
프랑스 의회 구성원은 자국의 수많은 사안에 대해 리포트를 발행하며 필요하다면 의회 자체 의결권을 통해 전방위의 조사력을 요구할 수도 있다.

## 같이 보기
- 프랑스 상원
- 프랑스 하원